# Crèvecœur-en-Auge
Pour les articles homonymes, voir Crèvecœur.
Crèvecœur-en-Auge est une ancienne commune française, située dans le département du Calvados en région Normandie,
Crèvecœur-en-Auge est peuplée de 474 habitants.
Le 1er janvier 2017, elle prend le statut administratif de commune déléguée au sein de la nouvelle commune de Mézidon Vallée d'Auge de statut administratif commune nouvelle.

## Géographie
| Notre-Dame-d'Estrées-Corbon (Notre-Dame-d'Estrées) | Saint-Laurent-du-Mont | Saint-Laurent-du-Mont, Cambremer |
| Notre-Dame-d'Estrées-Corbon (Notre-Dame-d'Estrées) | Crèvecœur-en-Auge     | Notre-Dame-de-Livaye             |
| Saint-Loup-de-Fribois                              | Saint-Loup-de-Fribois | Notre-Dame-de-Livaye             |

## Toponymie
Le nom de la localité est attesté sous les formes Crevecuire au XIe siècle et latinisé en Crepito Corde en 1107. Crève-cœur avait en ancien français le même sens qu'en français moderne et semble marquer le dépit des paysans face à une terre jugée inculte,,.
En 1897, Crèvecœur devient Crèvecœur-en-Auge.
Le gentilé est Crévigorien.

## Histoire
Le château du XIe siècle est une importante place forte pour le pays d'Auge durant le Moyen Âge et est très disputé pendant la guerre de Cent Ans.
À la création des cantons, Crèvecœur est chef-lieu de canton. Ce canton est supprimé lors du redécoupage cantonal de l'an IX (1801).
L'église, détruite pendant la Révolution, n'a pas été reconstruite. La proximité du bourg de Saint-Loup-de-Fribois et de son église a permis à la population catholique de Crèvecœur d'y pallier.
Le 1er janvier 2017, Crèvecœur-en-Auge intègre avec treize autres communes la commune de Mézidon Vallée d'Auge créée sous le régime juridique des communes nouvelles instauré par la loi no 2010-1563 du 16 décembre 2010 de réforme des collectivités territoriales. Les communes des Authieux-Papion, de Coupesarte, de Crèvecœur-en-Auge, de Croissanville, de Grandchamp-le-Château, de Lécaude, de Magny-la-Campagne, de Magny-le-Freule, du Mesnil-Mauger, de Mézidon-Canon, de Monteille, de Percy-en-Auge, de Saint-Julien-le-Faucon et de Vieux-Fumé deviennent des communes déléguées et Mézidon-Canon est le chef-lieu de la commune nouvelle.

## Politique et administration

### Liste des maires
| Période                                  | Période       | Identité          | Étiquette | Qualité                     |
| ---------------------------------------- | ------------- | ----------------- | --------- | --------------------------- |
| Les données manquantes sont à compléter. |               |                   |           |                             |
| 1959                                     | mars 2001     | Jean Manchon      | RPR       | Conseiller général          |
| mars 2001                                | décembre 2016 | Michèle Bérounsky | SE        | Retraitée de l'enseignement |
| Les données manquantes sont à compléter. |               |                   |           |                             |

Le conseil municipal était composé de quinze membres dont le maire et deux adjoints.

### Liste des maires de la commune déléguée
| Période      | Période  | Identité          | Étiquette | Qualité                     |
| ------------ | -------- | ----------------- | --------- | --------------------------- |
| janvier 2017 | En cours | Michèle Bérounsky | SE        | Retraitée de l'enseignement |

### Jumelages
- Newton Poppleford (Royaume-Uni) depuis 1978.

## Population et société

### Démographie
L'évolution du nombre d'habitants est connue à travers les recensements de la population effectués dans la commune depuis 1793. À partir du 1er janvier 2009, les populations légales des communes sont publiées annuellement dans le cadre d'un recensement qui repose désormais sur une collecte d'information annuelle, concernant successivement tous les territoires communaux au cours d'une période de cinq ans. 
Pour les communes de moins de 10 000 habitants, une enquête de recensement portant sur toute la population est réalisée tous les cinq ans, les populations légales des années intermédiaires étant quant à elles estimées par interpolation ou extrapolation. Pour la commune, le premier recensement exhaustif entrant dans le cadre du nouveau dispositif a été réalisé en 2004,.
En 2021, la commune comptait 474 habitants, en évolution de −8,67 % par rapport à 2015 (Calvados : +1,58 %, France hors Mayotte : +2,49 %).
Crèvecœur-en-Auge a compté jusqu'à 554 habitants en 1990.
| 1793 | 1800 | 1806 | 1821 | 1831 | 1836 | 1841 | 1846 | 1851 |
| ---- | ---- | ---- | ---- | ---- | ---- | ---- | ---- | ---- |
| 359  | 357  | 386  | 316  | 324  | 322  | 348  | 354  | 354  |

| 1856 | 1861 | 1866 | 1872 | 1876 | 1881 | 1886 | 1891 | 1896 |
| ---- | ---- | ---- | ---- | ---- | ---- | ---- | ---- | ---- |
| 365  | 346  | 399  | 400  | 387  | 408  | 416  | 394  | 415  |

| 1901 | 1906 | 1911 | 1921 | 1926 | 1931 | 1936 | 1946 | 1954 |
| ---- | ---- | ---- | ---- | ---- | ---- | ---- | ---- | ---- |
| 373  | 374  | 352  | 345  | 332  | 354  | 361  | 328  | 360  |

| 1962 | 1968 | 1975 | 1982 | 1990 | 1999 | 2004 | 2009 | 2014 |
| ---- | ---- | ---- | ---- | ---- | ---- | ---- | ---- | ---- |
| 526  | 537  | 489  | 515  | 554  | 502  | 508  | 513  | 517  |

| 2018 | - | - | - | - | - | - | - | - |
| ---- | - | - | - | - | - | - | - | - |
| 475  | - | - | - | - | - | - | - | - |

## Culture locale et patrimoine

### Lieux et monuments
- Vestiges du château de Crèvecœur (XIe siècle), occupé par un musée, et différents édifices (poterne transférée de l'ancien château de Beuvillers, chapelle castrale, colombier). La poterne est classée au titre des Monuments historiques depuis le 4 avril 1930[15], les façades et toitures de l'ancien manoir sont inscrites depuis le 26 décembre 1928 et la chapelle depuis le 23 avril 1954[16].

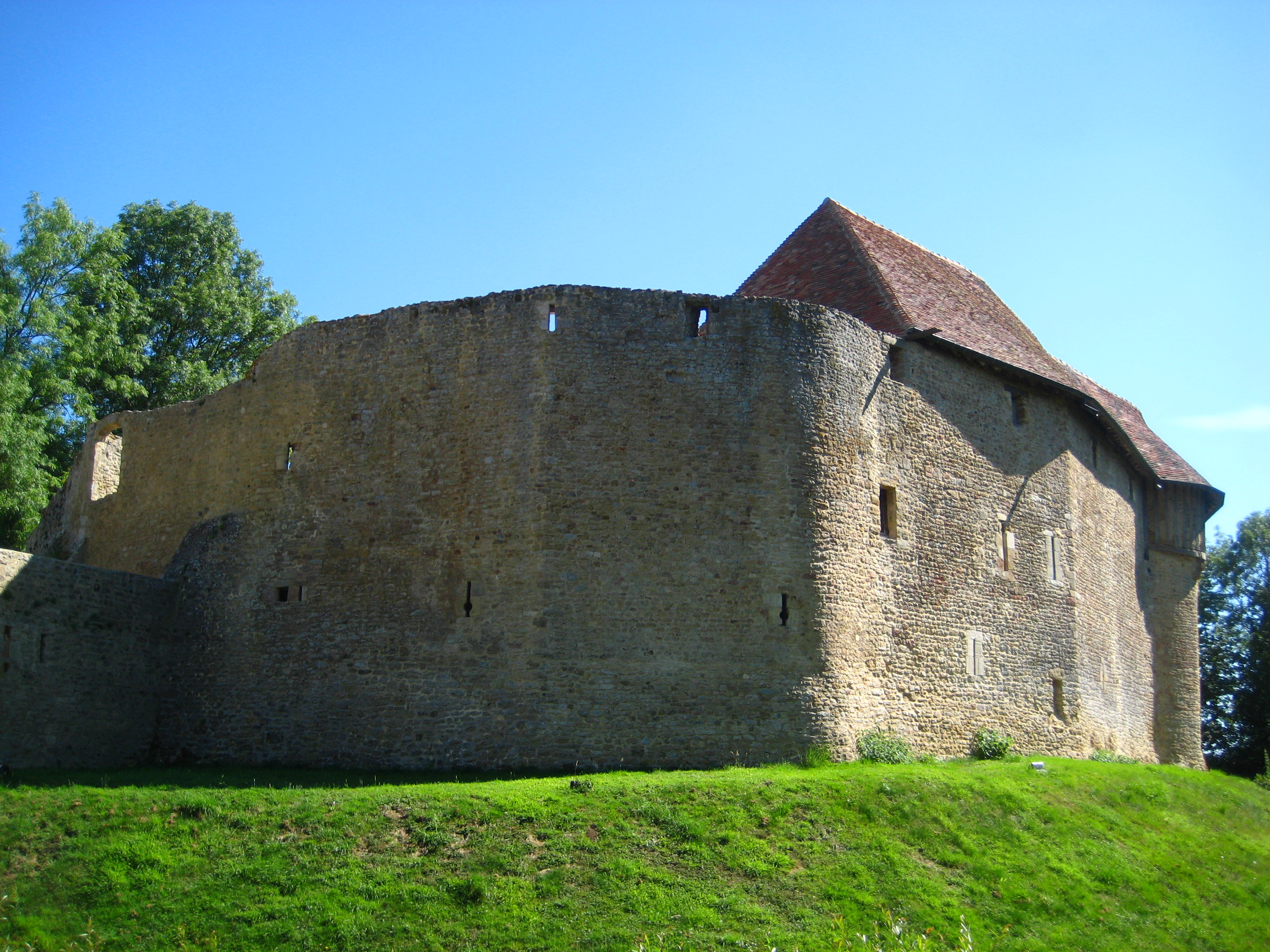
Le donjon.
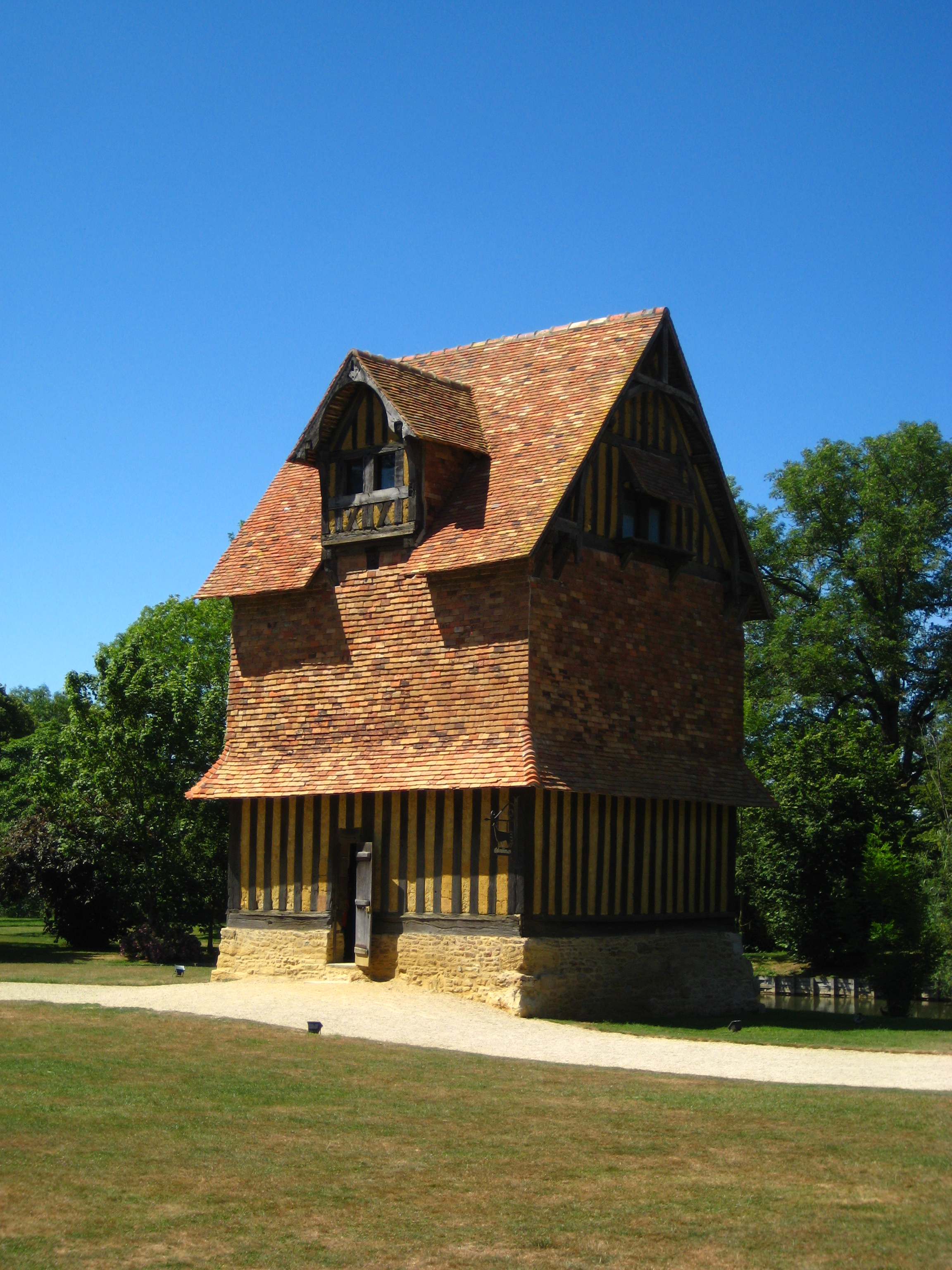
Le colombier.
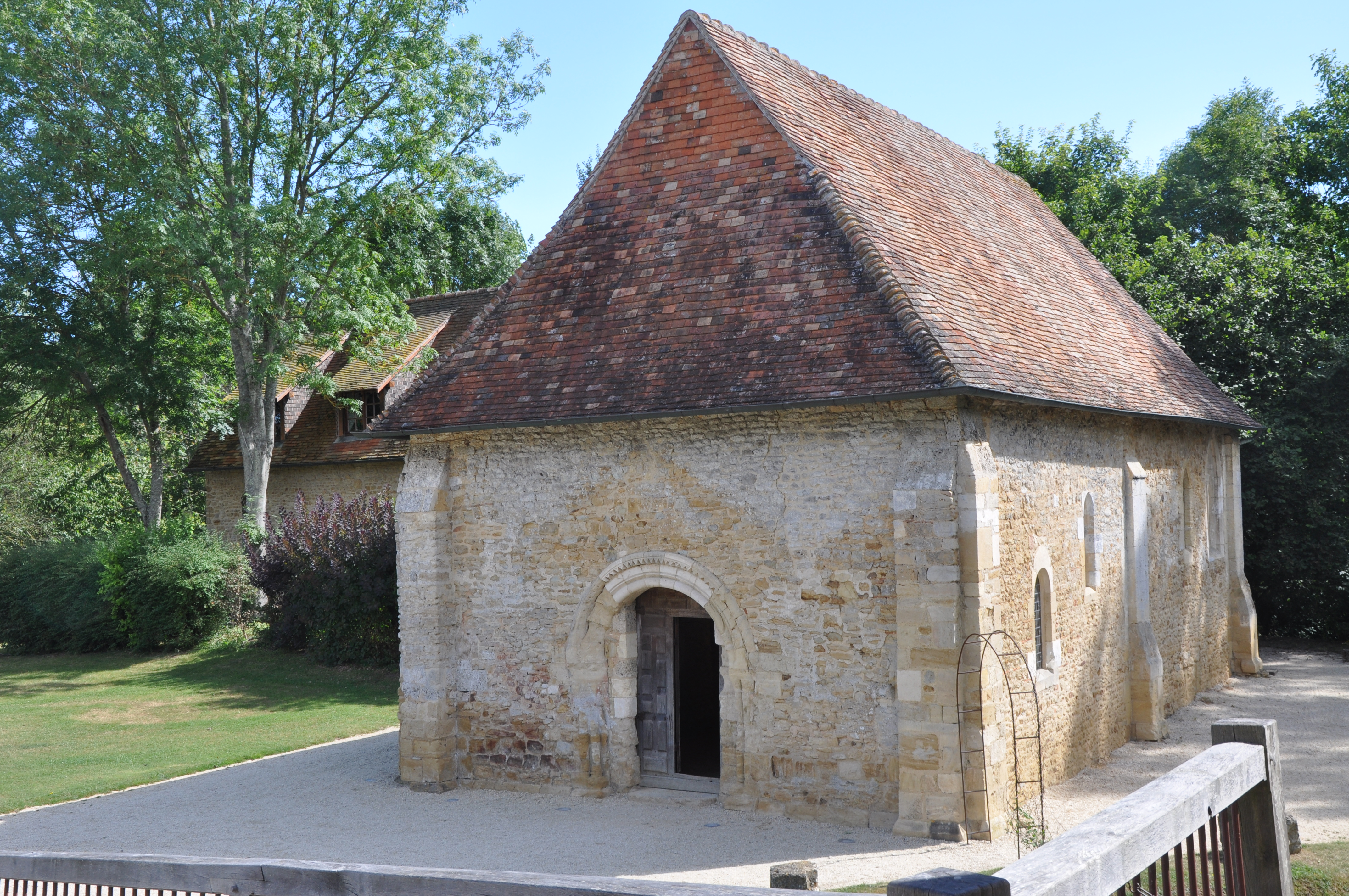
La chapelle.
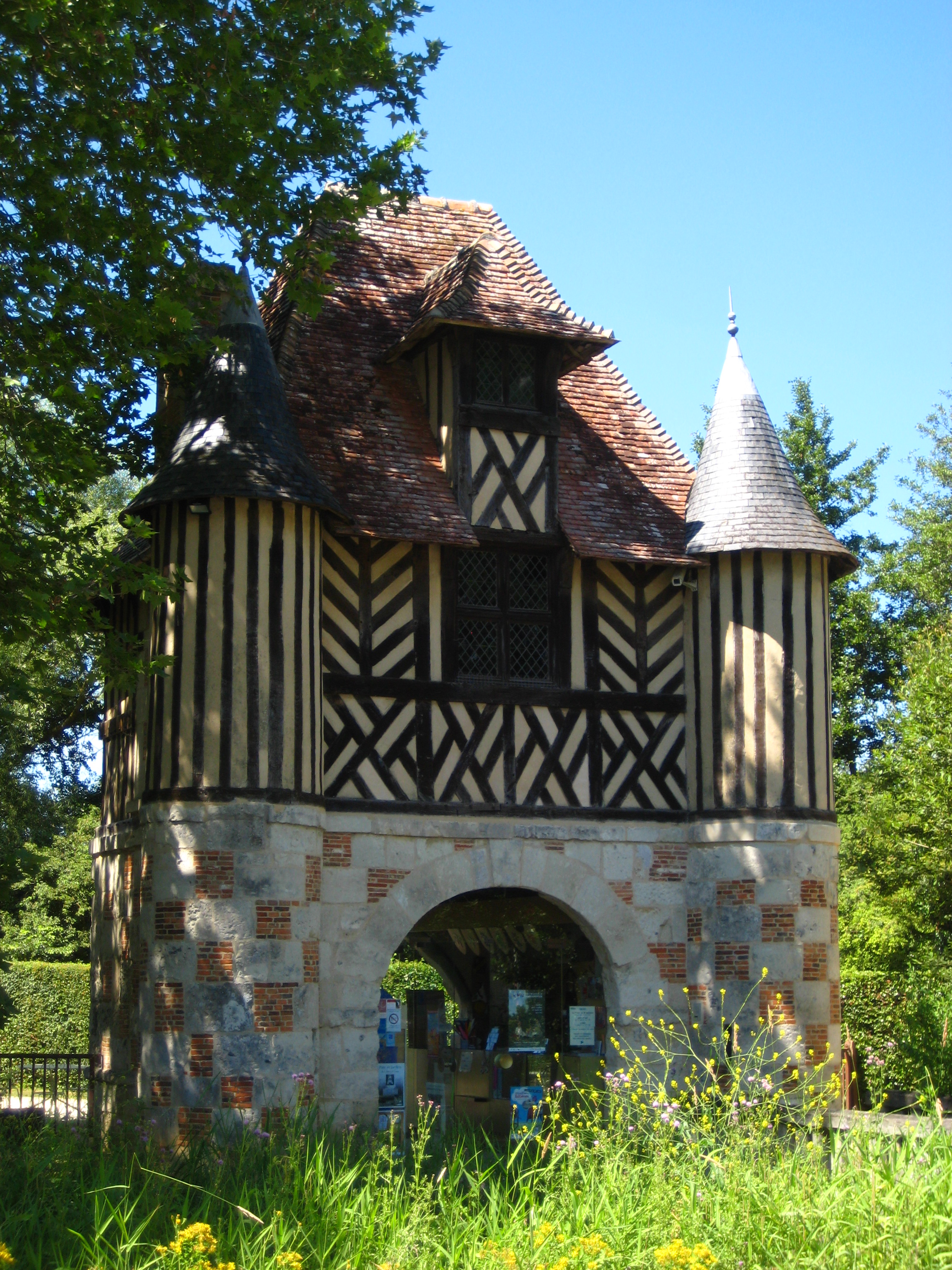
La poterne.

### Personnalités liées à la commune
- Claude de Sainctes, évêque d’Évreux, en détention, y est mort.
- Michel Amathieu, directeur de la photographie pour le cinéma, y est né.

### Héraldique
| Armes de Crèvecœur-en-Auge | Les armes de la commune de Crèvecœur-en-Auge se blasonnent ainsi : D'or à la croix de gueules chargée d'une croix du champ. |